# مونیکا کارش
مونیکا کارش (آلمانی: Monika Karsch؛ زادهٔ ۲۲ دسامبر ۱۹۸۲) تیرانداز زن اهل آلمان است.
وی در مسابقات کشوری و بین‌المللی در مجموع برندهٔ ۱ مدال نقره، ۱ مدال برنز شده‌است.